# 아소 미요코
아소 미요코(일본어: 麻生 美代子, 1926년 4월 7일 ~ 2018년 8월 25일)는 일본 성우이며 도쿄도 출신이다. 그녀의 연령이 90세가 넘어  2016년부터 2017년까지 생존한 원로성우들인 영국의 피터 샐리스, 미국의 커크 더글라스, 알란영, 아서 앤더슨, 스탠 리  일본의 츠다 노부요, 쿠메 아키라, 한국의 이춘사 프랑스의 장 피아트와 같은 최고령 성우가 되었는데 (아직 행방이 알 수 없는 이춘사를 제외한 2020년 이후 로 모두 별세) 2018년 8월 25일에 그녀도 결국 숨을 거두었다. 향년 92세.

## 출연 작품

### TV 애니메이션
1968년
- 게게게의 기타로

1969년
- 사자에상 - 이소노 후에(사자에의 어머니)

1974년
- 알프스 소녀 하이디 - 로텐마이어

1976년* 엄마 찾아 삼만리 - 카타리나
- 들장미소녀 캔디 - 메리젠

1977년
- 아기곰 재키 - 엘렌

1979년
- 빨강머리 앤 - 레이첼 린드 부인

1989년
- 란마 1/2 - 코롱 (샴푸의 증조 할머니)

1992년
- 유유백서 - 장로

1997년
- 흡혈귀 미유 - 수족관장 (15화)

1998년
- 마스터 키튼 - 버넘 부인 (12화)

2000년
- 이누야샤 - 쇼가 (65화)

2003년
- 강철의 연금술사 - 피나코 록벨

2004년
- 마리아 님이 보고계셔 - 우에무라 사오리

2008년
- 망녕의 잠드 - 교주
- 쿠레나이 - 늙은 여성 (3화)
- 클라나드 After story - 오카자키 시노

2009년
- 강철의 연금술사 Brotherhood - 피나코 록벨

### OVA
1989년
- 란마 1/2 OVA시리즈 - 코롱

2011년
- 페어리 테일 - 힐다

### 극장판
1979년
- 은하철도 999 - 토치로의 어머니

2005년
- 강철의 연금술사 - 샴발라를 정복한 자 - 피나코 록벨